# Peng Shimeng
Peng Shimeng (彭诗梦S, Péng ShīmèngP; Yancheng, 12 maggio 1998) è una calciatrice cinese, portiere del Jiangsu Suning e della nazionale cinese.

## Carriera

### Nazionale
Rui viene convocata dalla federazione calcistica della Cina (CFA) nel 2017, inserita in rosa con la nazionale cinese impegnata all'edizione 2017 dell'Algarve Cup, debuttando nel torneo l'8 marzo, rilevando Bi Xiaolin al 46' nella finale per il nono posto persa per 2-1 con l'Islanda.
Il nuovo selezionatore della nazionale Jia Xiuquan la inserisce nella lista delle 23 calciatrici che affrontano la fase finale del Francia 2019.